# Пинос, Хорхе
Хо́рхе Пи́нос (исп. Jorge Bladimir Pinos Haiman; 3 октября 1989, Кеведо, провинция Лос-Риос) — эквадорский футболист, вратарь клуба «9 октября».

## Биография
Хорхе Пинос родился в районе Сан-Камило города Кеведо. Является воспитанником клуба «Барселона» (Гуаякиль). Стал привлекаться к основному составу с 2008 года. Однако дебютировать в основе одного из грандов эквадорского футбола не смог и трижды отдавался в аренду в клубы низших дивизионов (включая аренду в 2009 году в клуб «Депортиво Кеведо» из родного города). В 2013 году помог «Дельфину» выиграть третий дивизион, с чего началось восхождение команды в элиту эквадорского футбола. Сам Пинос в следующем сезоне стал выступать за ЛДУ Портовьехо. В 2016 году произошло событие, которое едва не привело к завершению профессиональной карьеры. Мошенники, выдававшие себя за агентов, предложили Хорхе перспективу переезда в чемпионат Венгрии, однако для этого он должен был сначала поиграть в Бразилии. После выявления обмана Пинос вернулся на родину, но трансферное окно уже было закрыто. Затем произошло разрушительное землетрясение, обострившее социальное положение в стране, и Пинос на протяжении нескольких месяцев зарабатывал продажей манго, работал водителем, а также в цирке у своего друга Леонардо Лоора. Он мог поддерживать спортивную форму лишь в любительской команде.
В 2017 году, благодаря помощи того же Леонардо Лоора, Пинос смог вернуться на полупрофессиональный уровень, подписав контракт с клубом Серии B «Санта-Рита». Он уверенно провёл сезон и в следующем году поднялся на уровень выше, заиграв на профессиональном уровне в команде ЛДУ Портовьехо. Сезон сложился успешно, и Пинос получил предложение от команд элитного дивизиона. После преодоления некоторых сложностей в начале 2019 года он, наконец, подписал контракт с «Индепендьенте дель Валье».
В 2019 году Пинос помог своей команде впервые в истории выиграть Южноамериканский кубок. Команда из Сангольки обыграла в полуфинале бразильский «Коринтианс», а в финале — аргентинский «Колон» (3:1).

## Титулы
- Чемпион Эквадора (1): 2021 (постфактум)
- Победитель Второй категории (третий дивизион) (1): 2013
- Обладатель Южноамериканского кубка (1): 2019